# Contea di Hanshan
La contea di Hanshan (含山县S, Hánshān XiànP) è una contea della Cina, situata nella provincia dell'Anhui.